# Bigamie

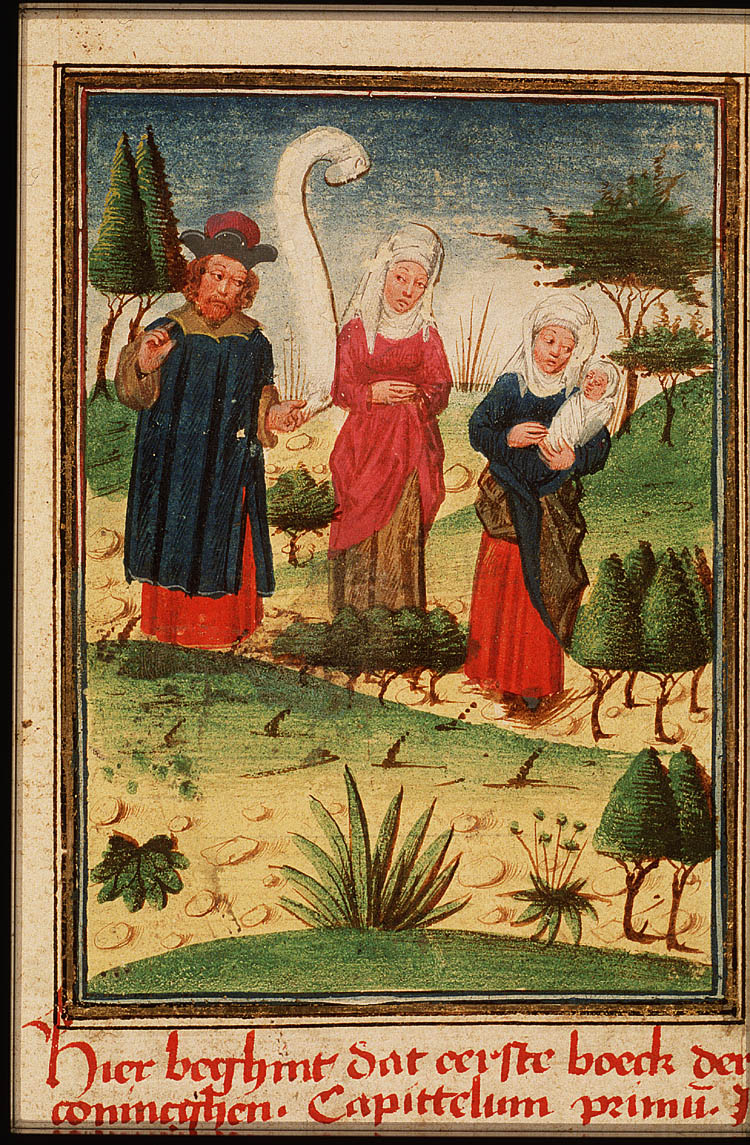
Ilustrace z Bible – Elkána a jeho dvě ženy

Bigamie je dvojí (dvojnásobné) manželství; existuje buď ve formě dvojženství nebo dvojmužství. Bigamie je formou polygamie. Je legální buď bez výjimek nebo s výjimkami v muslimských zemích Severní Afriky, Blízkého východu a v některých dalších asijských státech (např. Libye, Egypt, Maledivy, Saúdská Arábie, Pákistán, Bangladéš).
Možnosti vzniku bigamie měl dříve zabraňovat institut ohlášek, jakož i vedení matrik.
V České republice je bigamie trestným činem dvojího manželství a spáchá jej ten, kdo za trvání svého manželství uzavře manželství jiné, nebo ten, kdo uzavře manželství s osobou, která již je v manželství jiném. Hrozí za něj trest odnětí svobody až na dva roky. Přímý zákaz uzavřít druhé manželství je pak obsažen v občanském zákoníku, neplatnost takového druhého manželství vysloví soud na návrh každého, kdo na tom má právní zájem. Současně však platí, že tak soud z důvodu zachování veřejného pořádku učiní vždy sám i bez návrhu, ledaže druhé manželství mezitím díky tomu, že první zanikne či samo bude prohlášeno za neplatné, tzv. konvaliduje.